# Морозов, Юрий Алексеевич
Юрий Алексеевич Морозов (род. 15 января 1949 года) — советский и российский геолог, специалист в области структурной геологии, тектоники и геодинамики, член-корреспондент РАН (2016).

## Биография
Родился 15 января 1949 года.
В 1972 году окончил геологический факультет МГУ. В 1977 году защитил кандидатскую диссертацию «Особенности строения и тектонических деформаций древних толщ в связи с метаморфизмом: на примере Западного Прибайкалья».
В 2005 году защитил докторскую диссертацию, тема: «Пространственно-временные закономерности структурообразования в земной коре: с позиций структурно-парагенетического анализа».
Заведующий лабораторией тектоники и геодинамики Института физики Земли имени О. Ю. Шмидта РАН. Главный редактор журнала «Физика Земли».
28 октября 2016 году избран членом-корреспондентом РАН.

## Научная деятельность
Специалист в области структурной геологии, геологии метаморфических комплексов, тектонофизики, тектоники и геодинамики.
Область научных интересов: структурная геология, геология метаморфических комплексов, тектонофизика, тектоника и геодинамика. Разработал концепцию кинематической согласованности тектонических движений в одновозрастных подвижных поясах на разных континентах; предложил сбалансированные модели строения и регионально-тектонического развития крупных объёмов коры в пределах древних щитов, подвижных поясов, коллизионных швов и осадочных бассейнов (Балтийский щит, Прибайкалье, Султан-Уиздаг, Тянь-Шань); исследовал вопросы пространственно-временных соотношений и взаимовлияния тектонических деформаций и процессов метаморфизма; экспериментально охарактеризовал структурные парагенезы простых и комбинированных типов геомеханических обстановок — чистого и простого сдвига, транспрессии, транстенсии.
Автор более 140 научных работ, в том числе соавтор 3 монографий.
С 2006 по 2015 годы — вел преподавательскую деятельность: профессор кафедры динамической геологии геологического факультета.